# Homeopathische ziekteclassificatie
De homeopathische ziekteclassificatie werd ontwikkeld door de grondlegger van de homeopathie, Samuel Hahnemann (1755 – 1843).
Hahnemann schreef hierover in de Organon editie 5 en editie 6. In deze edities van de homeopathische organon werkte hij meer ideeën over homeopathische behandeling uit. Onder andere de LM potenties, waarmee een veel genuanceerdere homeopathische behandeling van patiënten mogelijk werd. Beide ontwikkelingen kwamen echter toen niet van de grond. De 6e editie werd pas laat na het overlijden van Hahnemann (1921) uitgegeven. In deze 6e editie hebben met name Hahneman's inzichten een plek gekregen, die verwerkt zijn in de methode van de homeopathische ziekteclassificatie.
De homeopaten uit de tijd van Hahnemann gingen met name verder met de 4e editie van de organon. In de 4e editie waren de homeopathische middelen nog vooral op de centesimale potentiereeks gebaseerd en zette Hahnemann zelf de homeopathische middelen nog vrij behoudend in. Met name James Tyler Kent was in de Verenigde Staten verantwoordelijk voor de ontwikkeling van de homeopathie op basis van deze editie van de organon. Deze wijze van homeopathische praktijk raakte destijds het meest verbreid. Hahnemann ging echter verder met de ontwikkeling van de homeopathie. De inzichten die hij daarbij opdeed hetgeen legde hij vast in de volgende editie van de organon. In de 5e editie beschreef Hahnemann onder andere de zogenaamde LM of Q-potenties en de wijze waarop deze konden worden ingezet.

## Constitutie
In de homeopathie wordt de gezondheidstoestand van een patiënt constitutie genoemd. Daarmee wordt verstaan, een aangeboren én verworven psychisch-geestelijke en lichamelijke gesteldheid van een mens, welke afgelezen wordt van de lichaamsbouw, psychisch/mentale grondstemming en wijze van reageren op innerlijke en uiterlijke druk. Ziekten worden geklasseerd op basis van de constitutie.

## Klassen
De homeopathische ziekteclassificatie gaat tegenwoordig uit van gelaagdheid van ziekteontwikkeling bij de patiënt. Volgens de homeopathie drukt een acuut ziektebeeld een chronischer ziektebeeld als het ware even weg (vergelijk: je hebt griep en stoot je kleine teen tegen een stoelpoot; acuut beeld is in dit geval de pijn van het stoten van de kleine teen). De ziekteclassificatie deelt het ziektebeeld van een patiënt daarom op in een aantal verschillende klassen. 'Exogeen' zijn de symptomen die ontstaan door ziekmakende inwerking van buiten op de levenskracht. 'Endogeen' zijn de symptomen die op basis van een verstoring van de vitaliteit (levenskracht) van binnenuit ontstaan.
Endogeen
- Erfelijkheid: Symptomen hebben een erfelijke grondslag. Ziektes die voorkomen in de familie leiden tot gevoeligheden voor ziekte-tendensen in de constitutie van de mens.
- Acuut miasmatisch: Symptomen die als constitutionele reactie naar buiten komen, vaak getriggerd door een incident. Er is hierbij een directe relatie met de individuele constitutie en meegekregen erfelijkheid.
- Degeneratief: Symptomen die een directe relatie hebben met een degeneratieve stoffelijke verstoring en niet meer functioneel van aard zijn. Denk aan orgaanfalen.
- Psora: Symptomen die rechtstreeks voortkomen uit de constitutie (basisgesteldheid) van de patiënt.

Exogeen
- Iatrogeen: Symptomen komen voort uit de inzet van reguliere geneesmiddelen. De gevolgen van onderdrukking van symptomen en bijwerkingen.
- Incident: De symptomen doen zich voor als gevolg van incidenten of gebeurtenissen in de levensloop van een patiënt. Denk bijvoorbeeld aan verdrietige of traumatische gebeurtenissen.
- Epidemische ziekten: Symptomen als gevolg van besmetting van buitenaf met een epidemisch karakter (bijvoorbeeld griep).
- SOA's: Symptomen die het gevolg zijn van seksueel overdraagbare aandoeningen. Denk aan gonnoroe (basis voor het sycotisch miasma), syfilisch (basis voor het syfilitische miasma). Het gaat daarbij om de symptomen als direct gevolg of de ontwikkelde chronische ziekte hiervan in de levensloop van de patiënt.

Door de symptomen die uit de anamnese van de patiënt komen te classificeren in de gegeven klassen, wordt het mogelijk om te zien waar de patiënt het meest in onbalans is. De klassen waarin de patiënt het meest in onbalans is, worden het eerst aangepakt. Waarbij het eerst de minst diepe verstoringen worden opgelost (bijvoorbeeld acute situaties (exogeen)), alvorens op de diepere constitutionele symptomen voorgeschreven wordt (endogeen).
Voor de symptomen in deze klassen wordt gerepertoriseerd en er worden homeopathische middelen ingezet op basis van de uitkomst van die repertorisatie. Bij ziekten die primair exogeen van aard zijn, worden plantaardige -of dierlijke middelen voorgeschreven. Op de erfelijke belastingen zijn nosoden geïndiceerd. Op de constitutionele symptomen dienen minerale constitutionele middelen te worden voorgeschreven. Nadat de onbalans in de gegeven klassen is verminderd, wordt opnieuw de balans bekeken. En zo voort.